# Stenalcidia stygia
Stenalcidia stygia là một loài bướm đêm trong họ Geometridae.